# Corrupção no Canadá

Visão geral do Índice de Percepção da Corrupção de 2010. A maior percepção de corrupção é de cor vermelha e a menor, de azul escuro.)

De acordo com o Índice de Percepção da Corrupção de 2010, o Canadá é o sexto país menos corrupto do mundo.